# Sounds of Synanon
Sounds of Synanon es el primer álbum de estudio por el guitarrista de jazz Joe Pass. El álbum fue grabado con pacientes del programa de rehabilitación Synanon donde Pass estaba siendo tratado por su adicción a la heroína.

## Recepción de la crítica
Robert Taylor, escribiendo para AllMusic, le otorgó una calificación de 4 estrellas y media sobre 5, y lo describió como “una grabación histórica en la historia de la guitarra de jazz”.

## Lista de canciones
| Lado uno |                |                       |          |  |
| N.º      | Título         | Música                | Duración |  |
| 1.       | «C.E.D.»       | Joe Pass, Arnold Ross | 3:17     |  |
| 2.       | «Aaron's Song» | Dave Allen            | 4:32     |  |
| 3.       | «Stay Loose»   | Ross                  | 4:25     |  |
| 4.       | «Projections»  | Greg Dykes            | 5:12     |  |

| Lado dos |                        |        |          |  |
| N.º      | Título                 | Música | Duración |  |
| 1.       | «Hang Tough»           | Pass   | 6:32     |  |
| 2.       | «Self-Image»           | Allen  | 9:09     |  |
| 3.       | «Last Call for Coffee» | Ross   | 4:43     |  |

## Créditos y personal
Créditos adaptados desde las notas de álbum.
Músicos
- Joe Pass – Fender Jaguar
- Dave Allen – trompeta
- Greg Dykes – bombardino barítono
- Arnold Ross – piano
- Ronald Clark – contrabajo
- Bill Crawford – batería

Personal técnico
- Richard Bock – productor